# Kråkvinkel
Kråkvinkel (tyska Krähwinkel) är en uppdiktad (fiktiv) småstad, som första gången förekom i skådespelet Die deutschen Kleinstädter (1802) av August von Kotzebue och som i svensk översättning heter "De tyska småstadsboerne" (1807). Kråkvinkel används om småstäder där kälkborgerligt småsinne är rådande. 
Henrik Bernhard Palmær återanvände namnet i satiren Yttersta domen i Kråkvinkel (1837). Både Palmær, Carl Anton Wetterbergh (Onkel Adam) och andra författare har jämfört förhållandena i Kråkvinkel med dem i en annan fiktiv ort, Skråköping.
Tidigare förebilder är det antika Abdera samt Kälkestad. Flera senare tyska verk har återanvänt ortnamnet, men i Sverige har Grönköping kommit att överta rollen.